# Рябов, Александр Валентинович
Алекса́ндр Валенти́нович Ря́бов (род. 22 декабря 1975, Тольятти, Куйбышевская область) — российский легкоатлет, специалист по бегу на короткие дистанции. Выступал за сборную России по лёгкой атлетике в 1999—2005 годах, победитель и призёр первенств национального значения, участник двух летних Олимпийских игр. Представлял Москву и Самарскую область. Мастер спорта России международного класса.

## Биография
Александр Рябов родился 22 декабря 1975 года в городе Тольятти Куйбышевской области.
Начал заниматься лёгкой атлетикой у А. Н. Матвеева, позже проходил подготовку под руководством заслуженных тренеров В. М. Маслакова и В. М. Дмитриева. Окончил Тольяттинский государственный университет, где обучался на факультете физической культуры и спорта. Выпускник Училища олимпийского резерва в Самаре.
Впервые заявил о себе на взрослом всероссийском уровне в сезоне 1998 года, когда выиграл серебряную медаль в беге на 200 метров на чемпионате России в Москве.
Будучи студентом, в 1999 году стартовал на Универсиаде в Пальме, участвовал в беге на 200 метров и в эстафете 4 × 100 метров.
Благодаря череде удачных выступлений удостоился права защищать честь страны на летних Олимпийских играх 2000 года в Сиднее — в индивидуальном беге на 200 метров и в эстафете в обоих случаях не смог пройти дальше предварительных квалификационных этапов.
В 2001 году бежал 200 метров на Универсиаде в Пекине.
На чемпионате России 2002 года в Чебоксарах взял бронзу на дистанции 100 метров, в составе российской национальной сборной принимал участие в чемпионате Европы в Мюнхене, бежал здесь 100 метров и эстафету 4 × 100 метров.
В 2003 году выиграл бронзовую медаль в беге на 60 метров на зимнем чемпионате России в Москве, стал серебряным призёром в беге на 100 метров на летнем чемпионате России в Туле, отметился выступлением на Универсиаде в Тэгу, откуда привёз награду серебряного достоинства, выигранную в эстафете 4 × 100 метров.
В 2004 году получил серебро в дисциплине 60 метров на зимнем чемпионате России в Москве, затем стартовал на чемпионате мира в помещении в Будапеште. Благополучно прошёл отбор на Олимпийские игры в Афинах, где в программе эстафеты 4 × 100 метров остановился на предварительном квалификационном этапе.
После афинской Олимпиады Рябов ещё в течение некоторого времени оставался действующим спортсменом и продолжал принимать участие в различных всероссийских турнирах. Так, в 2005 году он добавил в послужной список бронзовую награду, полученную в беге на 60 метров на зимнем чемпионате России в Волгограде, тогда как на летнем чемпионате России в Туле стал бронзовым призёром в беге на 100 метров и в составе команды Москвы победил в эстафете 4 × 400 метров. Был выбран в эстафетную команду на чемпионат мира в Хельсинки.
В 2006 году на чемпионате России в Туле получил серебро в эстафете 4 × 100 метров.
В 2007 году на зимнем чемпионате России в Волгограде взял бронзу в эстафете 4 × 200 метров.
За выдающиеся спортивные достижения удостоен почётного звания «Мастер спорта России международного класса».
С 2012 года работал тренером в Специализированной детско-юношеской спортивной школе олимпийского резерва № 3 «Лёгкая атлетика» в Тольятти.